# Гржеча Вас
Гржеча Вас (словен. Gržeča vas) — поселення в общині Кршко, Споднєпосавський регіон, Словенія. Висота над рівнем моря: 155,5 м.